# Новотроїцький (Кочкуровський район)
Новотро́їцький (рос. Новотроицкий, ерз. Новотроицкий) — селище у складі Кочкуровського району Мордовії, Росія. Входить до складу Красномайського сільського поселення.

## Населення
Населення — 18 осіб (2010; 23 у 2002).
Національний склад (станом на 2002 рік):
- ерзяни — 70 %